# Sidorów (gmina)
Sidorów – dawna gmina wiejska w powiecie kopyczynieckim województwa tarnopolskiego II Rzeczypospolitej. Siedzibą gminy był Sidorów.
Gminę utworzono 1 sierpnia 1934 r. w ramach reformy na podstawie ustawy scaleniowej z dotychczasowych gmin wiejskich z siedzibami w miejscowościach: Kociubińczyki, Krzyweńkie, Sidorów, Siekierzyńce, Szydłowce, Wasylków i Zielona.
Od września 1939 do lipca 1941 gmina znajdowała się pod okupacją ZSRR, a 1 sierpnia 1941 weszła w skład Generalnego Gubernatorstwa i nowo utworzonego dystryktu Galicja. Gmina przynależała odtąd do powiatu czortkowskiego (Kreishauptmannschaft Czortków). Przyłączono do niej wówczas części obszarów zlikwidowanych gmin: Czarnokońce Wielkie (gromada Bosyry) i Husiatyn (gromada Suchodół). W 1943 roku gmina składała się z 12 gromad (Bosyry, Kociubińczyki, Krzyweńkie, Sidorów, Siekierzyńce, Suchodół, Szydłowce, Wasylków i Zielona) i liczyła 9.451 mieszkańców.
Po II wojnie światowej obszar gminy znalazł się w ZSRR.